# Veerle (voornaam)
Veerle is een meisjesnaam die oorspronkelijk voornamelijk in Vlaanderen en in de Nederlandse provincie Zeeland voorkwam.
De naam Veerle is afgeleid van de tweestammige Germaanse naam Farahilde. Het lid fara- betekent "reizen" en -hilde "strijd". De naam betekent dus zoveel als "reizende strijdster".

## Bekende naamdraagsters
- Sint-Veerle of Sint-Pharaïldis
- Veerle Baetens, Vlaams actrice
- Veerle Dejaeghere, Vlaams hardloopster
- Veerle Dejonghe, Vlaams actrice
- Veerle Dobbelaere, Vlaams actrice
- Veerle Eyckermans, Vlaams actrice
- Veerle Fraeters, Vlaams mediëviste
- Veerle Heeren, Vlaams politica
- Veerle Vrindts, Vlaams jeugdschrijfster
- Veerle Wouters, Vlaams politica